# Чемпионат России по конькобежному спорту 1900
Чемпионат России по конькобежному спорту в классическом многоборье 1900 года — 12-й чемпионат России, который прошёл 25 февраля 1900 года в Москве на катке «Чистые пруды». В первенстве принимали участие только мужчины — 8 конькобежцев.
Звание чемпиона России не присуждено. Первое место на дистанции 1500 метров завоевал конькобежец из Санкт-Петербурга Григорий Киселёв, на 5000 метров — Сергей Григорьев (Москва).
С 1895 года чемпион определялся по итогам выступления на двух дистанциях 1500 и 5000 метров. Забеги осуществлялись парами. Для завоевания звания чемпиона России необходимо было победить на обеих дистанциях.

## Результаты чемпионата
| место     | спортсмен                                    | город           | 1500 м      | 5000 м         |
| --------- | -------------------------------------------- | --------------- | ----------- | -------------- |
| без места | Григорий Киселёв                             | Санкт-Петербург | 2.54,0 (1)  | 10.31,4 (2)    |
| без места | Сергей Григорьев                             | Москва          | 2.55,0 (3)  | 10.25,0 (1)    |
| без места | Иван Попов (по другим источникам — Е. Попов) | Москва          | 2.55,8 (5)  | 10.32,0 (3)    |
| без места | А. Большовитнов                              | -               | 3.00,0 (7)  | 10.39,0 (4)    |
| без места | Сергей Рябов                                 | -               | 3.04,00 (8) | 10.52,0 (5)    |
| без места | Эдуард Фолленвейдер                          | Санкт-Петербург | 2.54,4 (2)  | не финишировал |
| без места | Анатолий Сладков                             | Москва          | 2.55,0 (3)  | не финишировал |
| без места | Г. Трифонов                                  | -               | 2.56,0 (6)  | не финишировал |